# Helipad

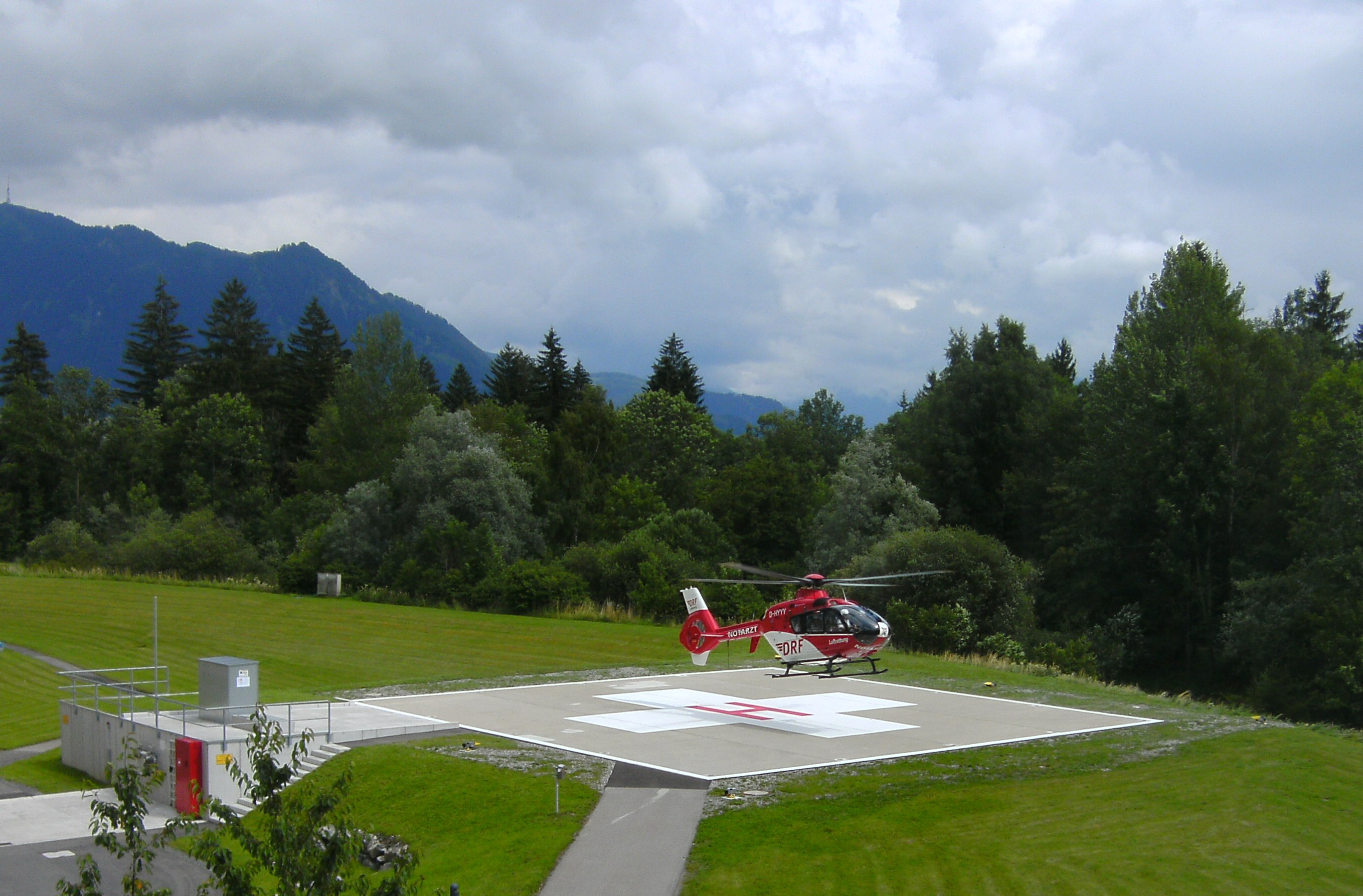
Een helipad bij een ziekenhuis in Immenstadt im Allgäu.

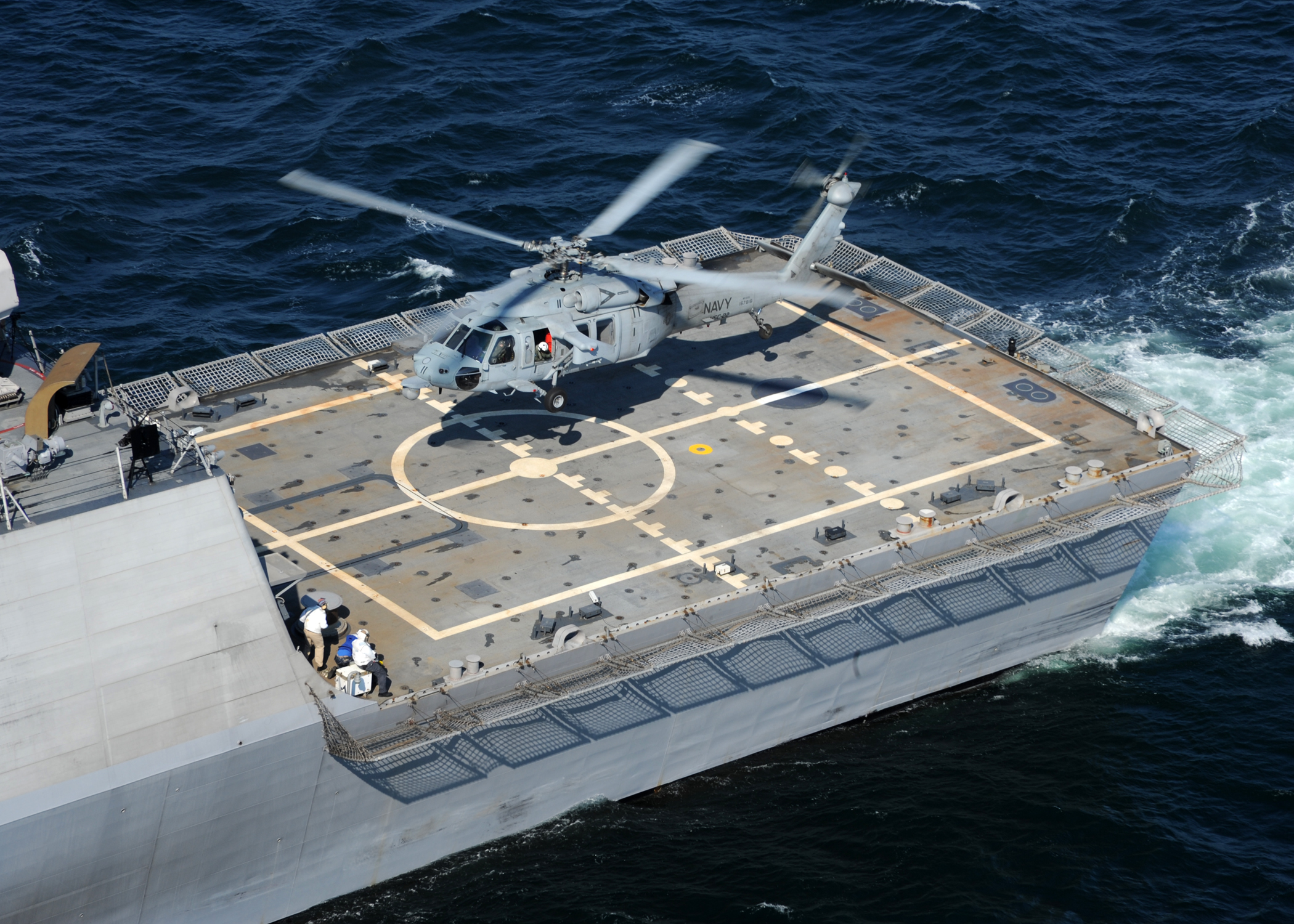
Een helikopter landt op een helidek op een schip.

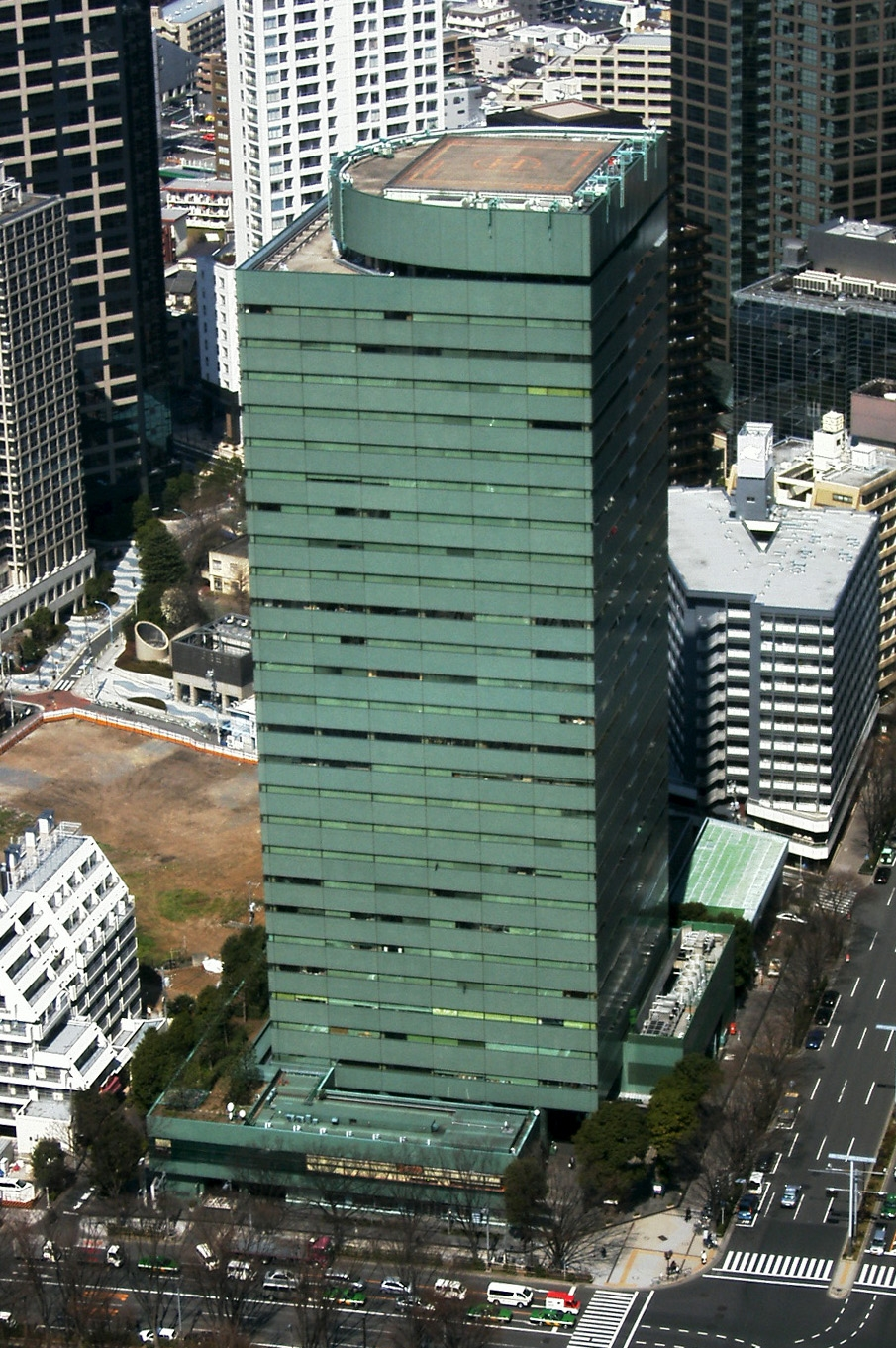
Een helipad boven op een hoog gebouw in Tokio, Japan.

Een helipad is een landingsplaats of landingsplatform voor helikopters. Hoewel helikopters in principe op zeer veel plaatsen kunnen landen, biedt een helipad een duidelijk gemarkeerd hard en horizontaal oppervlak waarbij zich geen obstakels bevinden, en dat 's nachts vaak ook verlicht kan worden, zodat een helikopter er veilig kan landen.

## Toepassing
Op vliegvelden of heliports (speciale vliegvelden voor helikopters) bevinden zich vaak meerdere helipads, waarop helikopters kunnen landen om in een hangar opgeborgen te kunnen worden, bijgetankt te worden en voor onderhoud.
- Veel helipads bevinden zich op afgelegen, dunbevolkte en over land of water slecht bereikbare plaatsen zoals eilanden en in de bergen, waar ze gebruikt kunnen worden voor onderhoud, controles of reddingsacties.
- Als een dergelijk platform zich op een schip of op een olieplatform bevindt, wordt het meestal een helidek (of in het Engels: helideck) genoemd.
- Sommige hoge gebouwen hebben bovenop een helipad, voor helikoptertaxidiensten en voor reddingsacties in noodgevallen, bijvoorbeeld bij brand.
- Ziekenhuizen hebben vaak een helipad op het dak of op een omheind veldje direct naast de operatiekamers, om hulpdiensten snel naar een plaats van een ongeval te kunnen brengen en om gewonden snel door de lucht te kunnen aanvoeren, maar ook bijvoorbeeld ten behoeve van snel transport van organen bij transplantaties.
- Sommige politiebureaus in grotere steden hebben een eigen helipad op het dak voor politie-activiteiten.

## Vormgeving

Universele aanduiding voor een helipad

Helipads zijn vanuit de lucht doorgaans duidelijk herkenbaar doordat er op de grond een H geschilderd is; vaak met een cirkel eromheen. Op gebouwen staan er soms getallen bij, die het maximaal toegestane gewicht en de maximale rotordiameter aanduiden. Ook kan een code zijn aangegeven die de locatie aangeeft; een zogenaamde location identifier.
Vaak zijn helipads omheind met hekken, om te voorkomen dat mensen, voertuigen of dieren per ongeluk op het helipad komen als er een helikopter landt. Helidecks hebben vaak netten aan de randen, die voorkomen dat mensen die op het helipad lopen per ongeluk over de rand stappen, of door de helikopter over de rand het water in geblazen worden.
Voorts zijn helipads vaak voorzien van verlichting om veilig landen in het nachtelijk duister mogelijk te maken, en soms een VASI. Vaak staat er naast een helipad een windzak, om de piloot een indicatie te geven van de windrichting en -snelheid aan de grond. Uiteraard bevinden zich in de directe nabijheid van een helipad geen gevaarlijke voorwerpen zoals elektriciteitsleidingen, masten en dergelijke. Als er zich in de nabijheid toch hindernissen bevinden, dan zijn de hoekpunten daarvan 's nachts met rode lichten gemarkeerd.